# Ripa ruostuu
Ripa ruostuu é um filme de drama finlandês de 1993 dirigido e escrito por Christian Lindblad. Foi selecionado como representante da Finlândia à edição do Oscar 1994, organizada pela Academia de Artes e Ciências Cinematográficas.

## Elenco
- Sam Huber - Ripa
- Mari Vainio - Tiina
- Merja Larivaara - Pirjo
- Leena Uotila - Irma
- Leo Raivio - Antti
- Kari Väänänen - Lynkkynen
- Jussi Lampi - Lindgren